# 天仓增六
鯨魚座39，又名BD-03 172，HD 7672、SAO 129204、HR 373，是鯨魚座的一颗恒星，视星等为5.41，位于銀經137.75，銀緯-64.64，其B1900.0坐标为赤經1h 11m 31.6s，赤緯-3° -64.64′ 36″。